# The Doors Box Set (part 2)
The Doors Box Set (part 2) is een compilatie van live opnames van The Doors of niet eerder vrijgegeven studio- of tv-opnames uit de periode 1965 tot en met 1971. De laatste cd bevat favoriete nummers van de bandleden van The Doors.

## Tracklist

### CD 1: The Future Ain’t What It Used To Be
1. Hello to The Cities (Ed Sullivan Show (1967) en Cobo Hall (Detroit) in 1970) (0:56)
2. Break On Through (Isle of Wight Festival (1970)) (4:32)
3. Rock Me (PNE Coliseum (Vancouver) (1970)) (6:36)
4. Money (PNE Coliseum (Vancouver) (1970)) (2 :59)
5. Someday Soon (Seattle Center, Seattle, in 1970) ((3:41)
6. Go Insane (demo opgenomen in de World Pacific Studios in 1965) (2:30)
7. Mental Floss (Aquarius Theater (Hollywood) 1970) (3:38)
8. Summer’s Almost Gone (demo opgenomen in de World Pacific Studios in 1965) (2:17)
9. Adolph Hitler (Boston Gardens (Boston in 1970) (0:12)
10. Hello, I Love You (demo opgenomen in de World Pacific Studios in 1965) (2:28)
11. The Crystal Ship (The Matrix (San Francisco), 1967) (2:55)
12. I Can’t See Your Face in My Mind (The Matrix (San Francisco), 1967) (3:16)
13. The Soft Parade (PBS Television (New York) in 1970) (10:03)
14. Tightrope Ride (The Doors’ Workshop in 1971 na de dood van Jim Morrison) (4:17)
15. Orange County Suite (Elektra Studios, 1970) (5:27)

### CD 2: Band Favorites
1. Light My Fire (7:05)
2. Peace Frog (2:57)
3. Wishful Sinful (2:55)
4. Take It as It Comes (2:14)
5. L.A. Woman (7:49)
6. I Can’t See Your Face in My Mind (3:22)
7. Land Ho! (4:06)
8. Yes, the River Knows (2:34)
9. Shaman’s Blues (4:47)
10. You’re Lost Little Girl (2:59)
11. Love Me Two Times (3:15)
12. When the Music’s Over (10:56)
13. The Unknown Soldier (3:21)
14. Wild Child (2:35)
15. Riders on the Storm (7:09)

Alle nummers werden geschreven door The Doors, behalve Money.